# Tomás Blesa
Tomás Ismael Blesa Noé (Ariño, 21 febbraio 1962) è un ex calciatore spagnolo, di ruolo difensore.

## Carriera
Cresciuto nelle giovanili del Real Saragozza, esordisce in Liga a 19 anni contro il Siviglia, l'11 aprile 1982. In questa giornata a causa di uno sciopero dei calciatori, gli aragonesi schierarono solo giocatori delle giovanili e furono sconfitti per 5-0 dal Siviglia.
Colleziona un'altra presenza stagionale nella stagione 1983-1984 e una nella stagione 1984-1985, rispettivamente contro Espanyol e Hércules.
Nel 1985-1986 gioca con il Deportivo Aragón, squadra filiale del Saragozza impegnata nella sua prima e unica stagione in Segunda. A fine anno il club retrocede. Blesa è il calciatore più utilizzato in campionato con 37 presenze.
Nella stagione successiva si ritaglia un posto con la prima squadra, allenato da Luis Costa Juan. Scende in campo per 18 volte, segnando anche due gol contro Real Valladolid e Sporting de Gijón. Di queste presenze, quattro sono internazionali, in virtù della partecipazione alla Coppa delle Coppe 1986-1987.
Nel campionato 1987-1988 milita nel RC Deportivo La Coruña, in Segunda. A fine anno fa ritorno al Real Saragozza, ma nella stagione successiva, con Radomir Antić in panchina, non gioca nessuna partita.
Si trasferisce così al Levante, in Segunda División. Con i valenzani retrocede nel 1991. In seguito a questo fatto passa al Club Deportivo Binéfar, in Segunda B, con cui a fine anno ottiene una nuova retrocessione.